# Natantispora retorquens
Natantispora retorquens är en svampart som först beskrevs av Shearer & J.L. Crane, och fick sitt nu gällande namn av J. Campb., J.L. Anderson & Shearer 2003. Natantispora retorquens ingår i släktet Natantispora och familjen Halosphaeriaceae.   Inga underarter finns listade i Catalogue of Life.